# Guilherme Mauricio
Guilherme Mauricio est un footballeur franco-portugais, né le 12 octobre 1974 à Clichy (Hauts-de-Seine), en banlieue parisienne. Il évolue au poste d'attaquant dans les années 1990 et 2000.
Avec 102 buts inscrits, il est le deuxième meilleur buteur de l'histoire du Stade lavallois.

## Biographie

### Carrière de joueur
Guilherme Mauricio commence le football à 6 ans au FC Ternes Paris. Il fait ses débuts professionnels en Division 2 au Red Star, à 19 ans, et signe son premier contrat professionnel en 1996, à 21 ans. Il joue au Red Star pendant cinq saisons, jusqu'à la relégation du club en National. 
En 1999 il signe pour le Stade lavallois, club évoluant également en Division 2. Guilherme Mauricio va alors faire pendant sept saisons les beaux jours du club mayennais, avec lequel il disputera 240 matches et marquera 87 buts, toutes compétitions confondues. Régulièrement sur le podium des meilleurs buteurs de L2, il termine quatrième au classement des étoiles du magazine France Football en 2004. Son triplé à Amiens au printemps 2004 avait permis au Stade lavallois de se maintenir in extremis. Alors convoité par Reims, Angers et Amiens, il prolonge son contrat jusqu'en 2008. 
En 2006, il ne peut empêcher la relégation du club en National. Le club entend le conserver mais Mauricio souhaite continuer à jouer en Ligue 2, où trois clubs l'ont contacté. Il choisit de signer pour deux ans à La Berrichonne de Châteauroux, où il retrouve Hervé Gauthier qu'il a côtoyé à Laval durant deux saisons. Déjà délégué syndical de l'UNFP au sein du Stade lavallois de 2003 à 2006, il occupe de nouveau cette fonction à Châteauroux de 2006 à 2008. 
En manque de temps de jeu, il quitte le club le 6 janvier 2008 et revient à Laval, le club de son cœur. Ce retour est très attendu par un public mayennais à qui il a laissé de très bons souvenirs et qui attendait alors une remontée du club en Ligue 2. 
Guilherme Mauricio n'a évolué qu'en Ligue 2, et dans les divisions inférieures, mais jamais en Ligue 1. Le Franco-portugais est longtemps resté le meilleur buteur de Ligue 2 en activité, avec 119 réalisations. 

### Reconversion
En 2012 il ouvre son propre magasin de sport à Cossé-le-Vivien en Mayenne, puis devient commercial pour Go Sport.
De 2014 à 2017 il est entraîneur-joueur en première division de district à Coudray dans le Sud-Mayenne. Il a quitté les avant-postes et joue au poste de défenseur . En 2019, à 45 ans, il reprend le football à l'US Méral-Cossé en quatrième division de district, où il joue avec son fils.